# Fundusz Rozwoju Rynku i Demonopolizacji Handlu
Fundusz Rozwoju Rynku i Demonopolizacji Handlu – instrument finansowy służący pomocą podmiotom rozwijającym produkcję na rynek wewnętrzny i w zakresie handlu. Fundusz istniał w latach 1989–1990.

## Utworzenie Funduszu
Na podstawie ustawy z 1989 r. o Funduszu Rozwoju Rynku i Demonopolizacji Handlu utworzono Fundusz w miejsce zniesionego Funduszu Rozwoju Rynku.

## Zadanie Funduszu
Zadaniem Funduszu było gromadzenie środków finansowych i gospodarowanie tymi środkami z przeznaczeniem na wspomaganie przedsięwzięć na rzecz demonopolizacji handlu i wzrostu konkurencyjności na rynku oraz realizacji interesów konsumentów.

## Dochody Funduszu
Dochodami Funduszu były:
- część wpływów uzyskiwanych ze sprzedaży środków centralnych na przetargach walutowych, nie przekazywana na Fundusz Rozwoju Eksportu, w wysokości ustalonej przez Ministra Finansów w porozumieniu z Ministrem Rynku Wewnętrznego, odpowiednio do wartości walut obcych odprzedawanych przez przedsiębiorstwa eksportu wewnętrznego,
- część wpływów stanowiących różnicę między cenami krajowymi towarów rynkowych, których import zastał sfinansowany ze środków centralnych, a kosztem importu, w wysokości ustalonej przez Ministra Współpracy Gospodarczej z Zagranicą w porozumieniu z Ministrem Rynku Wewnętrznego, stosownie do przepisów o Funduszu Rozwoju Eksportu,
- odpisy w wysokości 2% w stosunku rocznym od łącznej sumy wpłat wniesionych w systemie przedpłat na samochody osobowe,
- opłaty za nieprzestrzeganie przepisów dotyczących zaopatrzenia materiałowo-technicznego,
- dochody z oprocentowania pożyczek i odsetek od zakupionych obligacji oraz otrzymane dywidendy,
- dobrowolne wpłaty jednostek gospodarczych i inne wpłaty na Fundusz.

## Zwiększanie środków Funduszu
Fundusz mógł zwiększać swoje środki w drodze prowadzenia działalności gospodarczej, w szczególności przez:
- uczestnictwo w spółkach, przedsiębiorstwach wspólnych i mieszanych,
- emisję obligacji,
- zaciąganie pożyczek.

## Zadanie Funduszu
Fundusz realizował zadania w szczególności przez finansowe wspieranie:
- tworzenia nowych podmiotów gospodarczych prowadzących działalność handlową, konkurencyjnych w stosunku do już istniejących,
- podmiotów gospodarczych rozszerzających swoją działalność na sfery handlu wewnętrznego i usług, zmonopolizowaną przez inne podmioty,
- zakupów urządzeń zwiększających skuteczność odbioru jakościowego, a także prowadzenia działań na rzecz poprawy poziomu obsługi klientów,
- realizacji przedsięwzięć inwestycyjnych na rzecz przekształceń struktury sieci obiektów handlowych, jej modernizacji i wyposażenia w nowoczesne środki techniczne,
- działań zmierzających do szybkiego zwiększania produkcji na zaopatrzenie rynku,
- realizacji innych przedsięwzięć zwiększających konkurencję i podaż towarów na rynku,
- tworzenia rezerw bilansowych materiałów i towarów oraz ich zagospodarowywania.

## Kierunki przeznaczenia Funduszu
Fundusz mógł przeznaczać posiadane środki na:
- udzielanie pożyczek,
- wnoszenie udziałów do spółek,
- nabywanie obligacji i akcji jednostek gospodarczych, jeżeli ich emisja jest związana z finansowaniem przedsięwzięć wymienionych w ust. 1.

## Organy Funduszu
Organami Funduszu były Rada Nadzorcza i Zarząd. Radę Nadzorczą w składzie 7-9 osób powoływał i odwoływał Minister Rynku Wewnętrznego.
Do zadań Rady Nadzorczej należało:
- uchwalanie planów działalności Funduszu,
- ustalanie kryteriów wyboru przedsięwzięć finansowanych ze środków Funduszu,
- zatwierdzanie wniosków Zarządu w sprawach emisji obligacji i zaciągania pożyczek,
- dokonywanie kontroli i oceny działalności Zarządu,
- zatwierdzanie rocznych sprawozdań Zarządu z działalności Funduszu i bilansów Funduszu,
- składanie Ministrowi Rynku Wewnętrznego rocznych sprawozdań z działalności Funduszu.

## Zadanie zarządu Funduszu
Zarząd Funduszu stanowili Prezes i jego zastępca, powoływani i odwoływani przez Ministra Rynku Wewnętrznego po zasięgnięciu opinii Rady Nadzorczej.
Do zadań Zarządu należało:
- opracowywanie planów działalności Funduszu,
- dokonywanie wyboru przedsięwzięć do finansowania ze środków Funduszu,
- gospodarowanie środkami Funduszu, z zastrzeżeniem uprawnień Rady Nadzorczej,
- kontrolowanie wykorzystania pożyczek udzielonych ze środków Funduszu,
- składanie Radzie Nadzorczej sprawozdań z działalności,
- zatrudnianie pracowników Biura Funduszu i ustalanie warunków ich pracy i płac.

## Zniesienie Funduszu
Na podstawie ustawy z 1990 r. o zniesieniu i likwidacji niektórych funduszy przeszedł w stan likwidacji Fundusz Rozwoju Rynku i Demonopolizacji Handlu.